# Голдбах (Доња Франконија)
Голдбах (њем. Goldbach) град је у њемачкој савезној држави Баварска. Једно је од 32 општинска средишта округа Ашафенбург. Према процјени из 2010. у граду је живјело 9.770 становника. Посједује регионалну шифру (AGS) 9671121.

## Географски и демографски подаци
Голдбах се налази у савезној држави Баварска у округу Ашафенбург. Град се налази на надморској висини од 148 метара. Површина општине износи 11,0 km². У самом граду је, према процјени из 2010. године, живјело 9.770 становника. Просјечна густина становништва износи 891 становника/km².

## Међународна сарадња
| Мјесто | Држава    | Врста сарадње | Од    |
| ------ | --------- | ------------- | ----- |
|        | Француска | партнерство   | 1995. |
| Извор  |           |               |       |